# Buidelwolven
Buidelwolven (Thylacinidae) zijn een familie van de roofbuideldieren met een  uiterlijke overeenkomst met hondachtigen. Alle soorten van deze groep zijn inmiddels uitgestorven. 
De eerste buidelwolven ontstonden in het Laat-Oligoceen. Hun bloeitijd beleefden ze in het Mioceen. De meeste buidelwolven stierven in het Plioceen uit door te sterke concurrentie van de buidelleeuwen van het geslacht Thylacoleo. De enige soort die tot in de twintigste eeuw overleefde was de buidelwolf (Thylacinus cynocephalus}), ontstaan uit T. megiriani.
De familie omvat de volgende soorten:
- Badjcinus†
  - Badjcinus turnbulli† (Laat-Oligoceen)
- Maximucinus†
  - Maximucinus muirheadae† (Midden-Mioceen)
- Muribacinus†
  - Muribacinus gadiyuli† (Midden-Mioceen)
- Mutpuracinus†
  - Mutpuracinus archiboldi† (Midden-Mioceen)
- Ngamalacinus†
  - Ngamalacinus timmulvaneyi† (Vroeg-Mioceen)
- Nimbacinus†
  - Nimbacinus dicksoni† (Laat-Oligoceen tot Vroeg-Mioceen)
  - Nimbacinus richi† (Midden-Mioceen)
- Thylacinus†
  - Thylacinus cynocephalus† (Plioceen tot 1936)
  - Thylacinus macknessi† (Laat-Oligoceen tot Vroeg-Mioceen)
  - Thylacinus megiriani† (Laat-Mioceen)
  - Thylacinus potens† (Laat-Mioceen)
  - Thylacinus yorkellus† (Plioceen)
- Tyarrpecinus†
  - Tyarrpecinus rothi† (Laat-Mioceen)
- Wabulacinus†
  - Wabulacinus ridei† (Laat-Oligoceen tot Vroeg-Mioceen)